# آلادا
آلادا (به انگلیسی: Alada) یک شرکت هواپیمایی است که در ۱۹۹۵ میلادی تأسیس شده‌است. دفتر مرکزی آلادا در لوآندا، آنگولا واقع شده‌است و قطب این شرکت هواپیمایی در فرودگاه کواترو دو فرویرو قرار دارد.